# La Fontenelle, Ille-et-Vilaine

La Fontenelle este o comună în departamentul Ille-et-Vilaine, Franța. În 1 ianuarie 2018 avea o populație de 542 de locuitori.